# Thamnacarus smirnovi
Thamnacarus smirnovi är en kvalsterart som beskrevs av Bulanova-Zachvatkina 1978. Thamnacarus smirnovi ingår i släktet Thamnacarus och familjen Lohmanniidae. Inga underarter finns listade i Catalogue of Life.